# 1992年夏季帕拉林匹克運動會
1992年夏季帕拉林匹克運動會在西班牙的巴塞羅那及馬德里舉行，分別於1992年9月3日至14日及9月15日至22日進行。

## 歷史
由於奧林匹克運動會的比賽水平日渐提高，可能會影響帕拉林匹克運動會賽事的可觀性，因此巴塞羅那帕拉林匹克運動會組織委員會（COOB）放寬對運動員的規限而引起爭議，但也間接簡化了對運動員的申請程序，提高了比賽的競爭。

## 參與國家及地區
| - 阿尔及利亚（ALG） - 阿根廷（ARG） - （AUS） - 奥地利（AUT） - 巴林（BRN） - 比利时（BEL） - 保加利亚（BUL） - 布基纳法索（BUR） - 巴西（BRA） - 加拿大（CAN） - 智利（CHI） - 中国（CHN） - 中华台北（TPE） - 哥伦比亚（COL） - 哥斯达黎加（CRC） - 克罗地亚（CRO） - 古巴（CUB） - 塞浦路斯（CYP） - 捷克斯洛伐克（TCH） - 丹麦（DEN） - （DOM） - 厄瓜多尔（ECU） - 埃及（EGY） - 爱沙尼亚（EST） - 法罗群岛（FRO） - 芬兰（FIN） - 法国（FRA） - 德国（GER） | - 英国（GBR） - 希腊（GRE） - 香港（HKG） - 匈牙利（HUN） - 冰岛（ISL） - 独联体（EUN） - 印度（IND） - 伊朗（IRI） - 伊拉克（IRQ） - 爱尔兰（IRL） - 以色列（ISR） - 意大利（ITA） - 牙买加（JAM） - 日本（JPN） - （KEN） - 科威特（KUW） - 拉脱维亚（LAT） - 列支敦士登（LIE） - 立陶宛（LTU） - 卢森堡（LUX） - 澳门（MAC） - 马来西亚（MAS） - 墨西哥（MEX） - 摩洛哥（MAR） - 缅甸（MYA） - 纳米比亚（NAM） - 荷兰（NED） - 新西兰（NZL） | - 尼日利亚（NGR） - 挪威（NOR） - 阿曼（OMA） - 巴基斯坦（PAK） - 巴拿马（PAN） - 波兰（POL） - 葡萄牙（POR） - 波多黎各（PUR） - 塞舌尔（SEY） - 新加坡（SIN） - 斯洛文尼亚（SLO） - 南非（RSA） - 韩国（KOR） - 西班牙（ESP） - 瑞典（SWE） - 瑞士（SUI） - 叙利亚（SYR） - 坦桑尼亚（TAN） - 泰国（THA） - 突尼斯（TUN） - 土耳其（TUR） - 阿拉伯联合酋长国（UAE） - 美国（USA） - 乌拉圭（URU） - 委内瑞拉（VEN） - 也门（YEM） |

## 獎牌榜
*   主办国家/地区（西班牙）
| 排名                 | 代表团               | 金牌 | 銀牌 | 銅牌 | 总计 |
| -------------------- | -------------------- | ---- | ---- | ---- | ---- |
| 1                    | 美国（USA）          | 75   | 52   | 48   | 175  |
| 2                    | 德国（GER）          | 61   | 51   | 59   | 171  |
| 3                    | 英国（GBR）          | 42   | 51   | 46   | 139  |
| 4                    | 西班牙（ESP）        | 39   | 32   | 49   | 120  |
| 5                    | （AUS）              | 37   | 37   | 34   | 108  |
| 6                    | 法国（FRA）          | 36   | 36   | 35   | 107  |
| 7                    | 加拿大（CAN）        | 29   | 23   | 29   | 81   |
| 8                    | 独联体（EUN）        | 19   | 15   | 16   | 50   |
| 9                    | 瑞典（SWE）          | 16   | 33   | 19   | 68   |
| 10                   | 中国（CHN）          | 16   | 8    | 7    | 31   |
| 11–62                | 其余代表团           | 190  | 215  | 252  | 657  |
| 总计（共62个代表团） | 总计（共62个代表团） | 560  | 553  | 594  | 1707 |